# 奮闘
| ウィキペディアには「奮闘」という見出しの百科事典記事はありません（タイトルに「奮闘」を含むページの一覧/「奮闘」で始まるページの一覧）。 代わりにウィクショナリーのページ「奮闘」が役に立つかもしれません。 |